# Гігрофорові
Гігрофорові (Hygrophoraceae) — родина грибів порядку агарикальні. Представники мають гімнокарпні плодові тіла, без вольви та часткового покривала. Шапка та ніжка гомогенні, тобто утворені з однотипних гіф, які з ніжки переходять у шапинку. Спори округлі, безбарвні, гладенькі або злегка пунктировані. Характерною особливістю є наявність великих базидій, довжина яких більше ніж в 10 разів перевищує довжину спор. Отруйних видів у межах родини немає, але смакові якості представників низькі.
За інформацією 10-го видання Словника грибів (Dictionary of the Fungi), родина містить 9 родів і 325 видів.